# James Galloway
James Chester Galloway (11 de abril de 1964) es un deportista australiano que compitió en remo. Ganó una medalla de oro en el Campeonato Mundial de Remo de 1986, en la prueba de ocho con timonel.

## Palmarés internacional
| Campeonato Mundial | Campeonato Mundial       | Campeonato Mundial | Campeonato Mundial |
| Año                | Lugar                    | Medalla            | Prueba             |
| ------------------ | ------------------------ | ------------------ | ------------------ |
| 1986               | Nottingham (Reino Unido) | Medalla de oro     | Ocho con timonel   |